# Chordodes festae
Chordodes festae är en tagelmaskart som beskrevs av Lorenzo Camerano 1897. Chordodes festae ingår i släktet Chordodes och familjen Chordodidae. Inga underarter finns listade i Catalogue of Life.